# Gametogeneza
Gametogenéza je proces nastajanja in dozorevanje gamet - haploidnih spolnih celic.
Pri ljudeh so spolne celice (gamete) diferencirane v negibljive in velike jajčne celice (ovum) ter v majhne in dobro gibljive spermije. Dozorevanje spolnih celic (gametogeneza) poteka v spolnih žlezah (gonadah) . V jajčnikih nastajajo jajčne celice, v modih spermiji. Po združitvi jajčne celice in spermija (oploditev) nastane zigota, iz katere se razvije nov organizem. Že zgodaj v embrionalnem razvoju se od drugih celic loči skupina praspolnih celic, ki po določenem številu mitotičnih delitev preidejo v mejozo in se diferencirajo v gamete. Potek gametogeneze (spermatogeneze in oogeneze) lahko razdelimo v tri faze:
1. doba razmnoževanja, v kateri se praspolne celice mitotično delijo;
2. doba rasti, v kateri se velikost celic poveča in se celice pripravijo na mejozo;
3. doba zoritve, v kateri potekata prva in druga mejotična delitev.

## Spermatogeneza
Glavni članek: Spermatogeneza
Spermatogeneza je proizvajanje in zorenja semenčic, ki sestoji iz treh faz:
- spermatocitogenezo,
- mejozo in
- spermiogenezo.

## Oogeneza
Glavni članek: Oogeneza
Oogeneza je razvoj jajčnih celic, ki se pri sesalcih začne v jajčniku, konča pa se z osemenitvijo.